# 宝树院 (德川家光侧室)
寶樹院（日语：／ Hōju-in，1621年—1652年），日本江戶幕府三代將軍德川家光的側室，四代將軍德川家綱的生母。本名阿蘭。又名阿樂、高島御前。
阿蘭出生在下野國都賀郡高島村，是農民青木三太郎利長的女兒。後來父親利長出仕於江戶的旗本朝倉家，並改名朝倉惣兵衛。朝倉家的家主才三郎去世時，惣兵衛開始以打獵維生，且再度改名為一色莊左衛門。不過惣兵衛被發現挪用公款後，便躲到江戶的鹿麻村。之後，惣兵衛被查出私自補殺鶴鳥，遭到官方的斬首。
惣兵衛死後，阿蘭的母親阿紫到古河藩裡頭工作，還成為仕女總管，而阿蘭也在藩中做侍女。阿紫之後和家臣七澤清宗再婚，阿蘭同樣被帶進了七澤家與母親同住著。清宗在辭去家臣的位子後，開了一家舊衣舖，十三歲的阿蘭也在舖裡頭幫忙。一般認為阿蘭是在這個時候被去淺草參拜的將軍德川家光的乳母春日局阿福看上的。
阿蘭被帶進大奧後，因為「蘭」和「亂」同音，改名為阿樂。不久後成了將軍家光的側室，並獲得家光的寵愛。寬永十八年（1641年），阿樂生下將軍家光的長子。家光將此子賜名為竹千代，即後來的德川家綱。據說三十八歲才得一子的家光，因為後繼有人而顯得異常興奮。
既然生下了將軍家繼承人，阿樂的親族也受到幕府高規格的待遇。其弟成為增山氏的養子，且封常陸國兩萬三千石的領地。妹妹則是嫁給戰國時代駿河國大名今川氏真的兒子品川高安。
慶安四年（1651年），將軍家光去世。阿樂年僅十歲的兒子家綱繼承將軍一位。而阿樂親眼看見兒子成為將軍後，翌年便隨著家光去世，享年僅三十二歲。墓所在寬永寺勸善院。
法名：寶樹院殿華城天榮大姊。